# Tyrrell P34

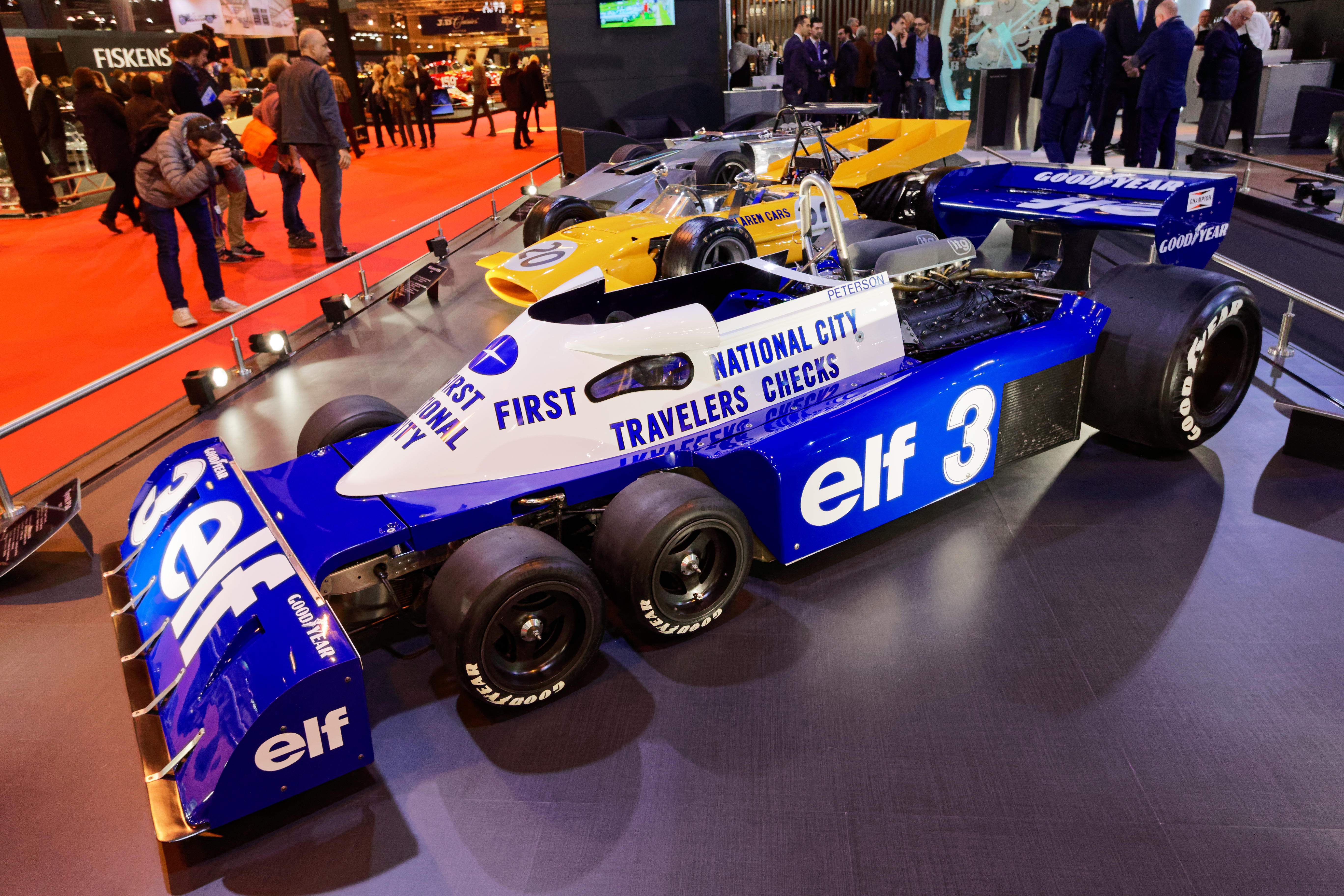

Tyrrell P34 (Project 34), mest känd som "sexhjulingen", var en Formel 1-bil designad av Derek Gardner, chefsdesigner för Tyrrell. Bilen hade 4 specialdesignade 10-tumshjul fram, men bakhjulen var normalstora för biltypen. Vid sidan av Brabham BT46B "fläktbilen" som presenterades 1978, var P34 en av de mest egensinniga konstruktioner som har lyckats få någon framgång i Formel 1. Den har kallats för racingbilen med det mest kända utseendet.
P34 presenterades i september 1975 och började användas under tävlingssäsongen 1976. Framgångarna den fick gjorde att fler stall började experimentera med liknande konstruktioner. Förändringar inför säsongen 1977 gjorde att den hade svårt att hävda sig i tävlingarna och designen övergavs inför säsongen 1978. De andra team som hade börjat utveckla sexhjuliga bilar övergav också idén och senare ändrades reglerna så att alla bilar måste ha fyra hjul. De bilar som fanns kvar användes i vissa fall i historisk racing, men står numera uppställda på museer.

## Teknik
Derek Gardner hade konstruerat en rad Formel 1-bilar och sökte efter ett sätt att få ner luftmotståndet som skapas av de friliggande hjulen. Genom att göra framhjulen mindre blev luftmotståndet drastiskt mycket lägre, men det blev istället problem med understyrning när de små hjulen inte fick tillräckligt grepp. Genom att montera två extra framhjul fick man både det låga luftmotståndet och tillräckligt grepp - även vid inbromsning hade man en stor fördel av att det var fyra hjul som hjälptes åt. Den första prototypen byggdes 1975 och byggdes på ett Tyrrell 007-chassi som försågs med extra framhjul. 
Under utvecklingen av bilen experimenterade man med att ha olika utväxling på styrningen av främre respektive bakre framhjul, men trots att det i teorin gav en bättre styrgeometri övergavs den idén för att förenkla konstruktionen. Ett problem var också att det inte tillverkades några racingdäck i den dimension man behövde, men Goodyear övertalades att ta fram lämpliga däck som skulle ge dem bra reklam i och med att bilen blev så uppmärksammad.

## Säsonger

### Säsongen 1976
Den bil som kom att användas för tävlingarna hade något längre hjulbas än prototypen. Patrick Depailler var den förare som skötte det mesta av testerna och även var först med att tävla i bilen. Han hade tredje träningstid i Spaniens GP 1976, men problem med överhettade bromsar gjorde att han kraschade under själva loppet. Jody Scheckter lyckades knipa en fjärdeplats i Belgiens GP, och i Monaco lyckades Schekter och Depailler ta andra respektive tredje plats bakom vinnaren Niki Lauda. 
I Sveriges GP i Anderstorp lyckades man slutligen ta en dubbelseger och totalt blev stallets förare trea respektive fyra i VM, med en tredjeplats i märkes-VM.

### Säsongen 1977
Trots de aerodynamiska fördelarna med de små framhjulen brottades man med att få bilen att gå snabbt på raksträckorna. Det fanns också problem med understyrning. Den nya chefsdesignern Maurice Phillippe ersatte Gardner och presenterade den uppdaterade modellen P34B. Den hade bättre strömlinjeform och i första versionen hade täckta framhjul. Men för att inte överhetta bromsarna och få bättre vägegenskaper tvingades man flytta ut hjulen. Bilen fick också byggas om för att den nye föraren Ronnie Peterson, som var 184 cm lång skulle få plats i den. Dessa förändringar gjorde att bilen blev tyngre och långsammare än konkurrenterna, och säsongen blev betydligt mindre framgångsrik än tidigare. Ronnie Peterson lyckades ta en tredjeplats (i Belgien) och Patrick Depailler en andraplats (i Kanada) som bäst under säsongen. Annars blev det många besvikelser, där Peterson bröt 10 lopp och Depailler 9 av de 17 som kördes under säsongen.

### Slutet
De uteblivna framgångarna gjorde att teamet under 1977 beslutade sig för att överge hela konceptet med sex hjul och istället gå tillbaka till en enkel stilren design. Det ledde till att man istället tog fram Tyrrell 008, som användes under säsongen 1978.